# Zygocera atrofasciculata
Zygocera atrofasciculata är en skalbaggsart som beskrevs av Aurivillius 1916. Zygocera atrofasciculata ingår i släktet Zygocera och familjen långhorningar. Inga underarter finns listade i Catalogue of Life.